# Red Hat
Red Hat je společnost, produkující Red Hat Enterprise Linux, významnou komerční linuxovou distribuci, JBoss Enterprise Middleware, Red Hat Enterprise Virtualization, Red Hat Enterprise MRG a software pro cloud computing. Dále tato společnost poskytuje služby v oblasti konzultace, tréninků a certifikace. Název Red Hat je po červeno bílé kšiltovce lakrosového týmu Cornellovy univerzity, kterou majitel společnosti Marc Ewing dostal od svého dědečka a kterou tak rád nosíval, než ji ztratil. Red Hat v minulosti poskytoval i volně šířenou distribuci Red Hat Linux, kterou ovšem v roce 2003 opustil a soustředil se na komerční variantu Red Hat Enterprise Linux. Zároveň založil komunitní projekt FedoraProject vyvíjející distribuci Fedora, která zároveň slouží jako testovací platforma pro vývoj Red Hat Enterprise Linuxu. V roce 2014 firma Red Hat deklarovala patronát nad komunitním projektem CentOS (klon Red Hat Enterprise Linuxu).
Firma měla v roce 2011 roční tržby přes 1 miliardu amerických dolarů. Je to vůbec první firma v historii, která dokázala vydělat takovou částku jen na open source softwaru. V roce 2016 Red Hat dosáhl dalšího milníku, když tržby převýšily 2 miliardy amerických dolarů.
Dne 28. října 2018 oznámila firma IBM svůj záměr získat firmu Red Hat za 34 miliard dolarů.

## Historie
V roce 1993 založil Bob Young společnost ACC Corporation, které prodávala softwarové doplňky Linux a Unix. Roku 1994 Marc Ewing vytvořil svojí vlastní Linuxovou distribuci, kterou pojmenoval Red Hat Linux. Ewing vydal software v říjnu, díky tomu se vydání stalo známé jako halloweenské. Young koupil Ewingovo podnikání v roce 1995, načež tito dva lidé společně založili Red Hat Software a Bob Young se stal výkonným ředitelem.
Red Hat vešel v povědomí veřejnosti 11. srpna 1999, kdy dosáhl osmého největšího zisku za první den v historii Wall Street. Mathew Szulik se stal výkonným ředitelem v prosinci téhož roku.
Dne 15. listopadu 1999 Red Hat získal společnost Cygnus Solutions. Tato společnost zajišťovala komerční podporu pro svobodný software a sdružovala programátory softwarových produktů GNU, jako například GNU ladicí software (debugger) nebo programové nástroje pro vytváření a správu binárních kódů. Jeden ze zakladatelů společnosti Cygnus, Michael Tiemann, se stal hlavním technickým ředitelem Red Hat a do roku 2008 více prezidentem open source záležitostí. Později Red Hat získal také společnosti WireSpeed, C2Net a Hells Kitchen Systems.
V únoru 2000 web InfoWorld dostal Red Hat čtvrté po sobě jdoucí ocenění  „Operační systém roku“ za Red Hat Linux 6.1. V dalším roce Red Hat získal společnost Planning Technologies a v roce 2004 koupil iPlanet adresář a certifikovaný serverový software od společnosti AOL.
Red Hat přesunul své sídlo z Durhamu na Centennial Campus NC State University v Raleigh v Severní Karolíně v únoru 2002. V následujícím měsíci byl představen Red Hat Linux Advanced Server  později přejmenovaný na Red Hat Enterprise Linux (RHEL). Společnosti Dell, IBM, HP a Oracle oznámily podporu této platformy.
V prosinci 2005 získal Red Hat po druhé v řadě nejvyšší skóre v průzkumu CIO Insight Vendor Value Survey.
Dne 5. června 2006 Red Hat získal společnost JBoss, která se zabývala vývojem middleware softwaru s otevřeným zdrojovým kódem. JBoss se tímto stal divizí společnosti Red Hat. Dne 18. září 2006 byl vydán Red Hat Application Stack, jejich první balík aplikací, který integruje technologii JBoss a který je certifikován od jiných známých dodavatelů softwaru.  V roce 2007 Red Hat získal další společnost, tentokrát to byla firma MetaMatrix. Téhož roku Red Hat uzavřel dohodu se společností Exadel pro distribuci jejich softwaru.
Dne 15. března 2007 byl vydán Red Hat Enterprise Linux 5 a v červnu tohoto roku získal Red Hat společnost Mobicents. O rok později dne 13. března 2008 získal Red Hat společnost Amentra, poskytovatele služeb systémové integrace pro architektury orientované na služby, procesní řízení, systémů rozvoje a podnikových datových služeb. Amentra funguje jako společnost nezávislá na Red Hat. Dne 27. července 2009 Red Hat nahrazuje CIT Group ve Standard & Poor 500 akciovém indexu, kde je 500 předních společností americké ekonomiky. Tato událost byla označena jako hlavní mezník pro Linux.
Dne 15. prosince 2009 bylo ohlášeno, že Red Hat zaplatí 8,8 milionu dolarů za vyrovnání hromadné žaloby ze soudního procesu souvisejícího s přepracováním finančních výsledků z července roku 2004. Soudním procesem se zabýval okresní soud v Severní Karolíně. Red Hat dosáhl navrhované dohody o vyrovnání a přijal jednorázový poplatek 8,8 milionu dolarů. Dohoda musí být ještě potvrzena soudem.
Dne 10. ledna 2011 Red Hat oznámil, že rozšíří svoje sídlo ve dvou fázích. Přidáním 540 zaměstnanců do provozu v Raleigh. Společnost bude investovat více než 109 milionů dolarů. Stát Severní Karolína nabídl ve formě dotace až 15 milionů dolarů. Druhá fáze zahrnuje „expanzi do nových technologií, jako je software pro virtualizaci a nabídku technologie cloud.
Dne 25. srpna 2011 Red Hat oznámil, že přestěhuje kolem 600 zaměstnanců z North Carolina State University Centennial Campus do centra Two Progress Plaza. Společnost Progress Energy plánuje budovu opustit do roku 2012, pokud dojde k jeho sloučení s Duke Energy. Red Hat také plánuje přejmenovat budovu.
Pozoruhodné je, že Red Hat se stal první open-source společností, která dosáhla více než miliardového ročního příjmu. Konkrétně se tak stalo v roce 2012, kdy roční příjem Red Hat činil 1,13 miliardy dolarů.

## Red Hat Czech
Společnost Red Hat v České republice působí již od roku 2004. V roce 2006 je společnost Red Hat Czech s.r.o. zapsána do obchodního rejstříku a otevírá pobočku v Brně. Pobočka se soustředí jak na testování, tak i vývoj softwaru. Koncem roku 2012 měl Red Hat v Brně 500 zaměstnanců, v roce 2014 pak přes 700 a v roce 2018 už 1000+, což dělá brněnskou pobočku největším světovým střediskem společnosti hned za hlavním sídlem.

## Programy a projekty

### Notebook pro děti XO-1
Společnost Red Hat se zabývala vývojem notebooku pro děti, který nazvala XO-1. Jejich cílem bylo navrhnout a vyrobit levný notebook, který bude každému dítěti na světě poskytovat přístup k otevřené komunikaci, znalostem a učení. Poslední verze je notebook OLPC XO-3, který používá jako svůj operační systém Fedora nebo Android.

### Mugshot
Mugshot je sociální síť, která byla založena především pro zábavu. K jejímu představení došlo na summitu v roce 2006. Největšími přednostmi byla nabídka počítačového rozhraní a webových widgetů oproti klasickým sociálním sítím (které se zabývaly reklamou).
Hlavní součástí byl Web Swarm a Music Radar. Web Swarm umožňoval sdílení odkazů webových stránek a následnou diskuzi k odkazu, který uživatel vložil. Music Radar zobrazoval písně, které uživatel právě poslouchá a také podporoval diskuzi o písni.
Originální Mugshot byl nejprve přesměrován z mugshot.org na webové stránky Red Hat. A později úplně ukončen.

### Dogtail
Dogtail je otevřený software založený na Linuxu a dodáván s dobře známým grafickým uživatelským rozhraním (GUI). Je napsán v programovacím jazyku Python, čímž je umožněno vývojářům vytvářet a zároveň testovat své aplikace.

### Akvizice
| Datum              | Společnost                     | Zaměření                             | Země      | Hodnota (USD) | Reference     |
| ------------------ | ------------------------------ | ------------------------------------ | --------- | ------------- | ------------- |
| 13. července 1999  | Atomic Vision                  | Design webových stránek              | USA       | —             | [ 34 ] [ 35 ] |
| 30. července 1999  | Delix Computer GmbH-Linux Div  | Počítače a software                  | Německo   | —             | [ 36 ]        |
| 11. ledna 2000     | Cygnus Solutions               | Software                             | USA       | $674 444 000  | [ 37 ]        |
| 26. května 2000    | Bluecurve                      | IT management softwaru               | USA       | $37 107 000   | [ 38 ]        |
| 1. srpna 2000      | Wirespeed Communications       | Internetový software                 | USA       | $83 963 000   | [ 39 ]        |
| 15. srpna 2000     | Hell's Kitchen Systems         | Internetový software                 | USA       | $85 624 000   | [ 40 ]        |
| 13. září 2000      | C2Net                          | Internetový software                 | USA       | $39 983 000   | [ 41 ]        |
| 5. února 2001      | Akopia                         | Elektronický obchod webových stránek | USA       | —             | [ 42 ]        |
| 28. února 2001     | Planning Technologies          | Poradenství                          | USA       | $47 000 000   | [ 43 ]        |
| 11. února 2002     | ArsDigita                      | Aktiva a zaměstnanci                 | USA       | —             | [ 44 ]        |
| 15. října 2002     | NOCpulse                       | Software                             | USA       | —             | [ 45 ]        |
| 18. prosince 2003  | Sistina Software               | Software                             | USA       | $31 000 000   | [ 46 ]        |
| 30. září 2004      | Netscape Security-Certain Asts | Určitá aktivita                      | USA       | —             | [ 47 ]        |
| 5. června 2006     | JBoss                          | Middleware                           | USA       | $420 000 000  | [ 48 ]        |
| 6. června 2007     | MetaMatrix                     | Internetový management softwaru      | USA       | —             | [ 49 ]        |
| 19. června 2007    | Mobicents                      | Telekomunikační software             | USA       | —             | [ 50 ]        |
| 13. března 2008    | Amentra                        | Poradenství                          | USA       | —             | [ 51 ]        |
| 4. června 2008     | Identyx                        | Software                             | USA       | —             | [ 52 ]        |
| 4. září 2008       | Qumranet                       | Podnikový software                   | Izrael    | $107 000 000  | [ 53 ]        |
| 30. listopadu 2010 | Makara                         | Podnikový software                   | USA       | —             | [ 54 ]        |
| 4. října 2011      | Gluster                        | Podnikový software                   | USA       | $136 000 000  | [ 55 ]        |
| 27. června 2012    | FuseSource                     | Podnikový software                   | USA       | —             | [ 56 ]        |
| 28. srpna 2012     | Polymita                       | Podnikový software                   | Španělsko | —             | [ 57 ]        |
| 20. prosince 2012  | ManageIQ                       | Podnikový software                   | USA       | $104 000 000  | [ 58 ]        |

### Prodej
| Datum             | Zpracovatel       | Cílová společnost | Cíl podnikání     | Země zpracovatele | Hodnota(USD) | Reference |
| ----------------- | ----------------- | ----------------- | ----------------- | ----------------- | ------------ | --------- |
| 14. prosince 1998 | Intel Corporation | Red Hat           | Otevřený software | USA               | —            | [ 59 ]    |
| 9. března 1999    | Compaq            | Red Hat           | Otevřený software | USA               | —            | [ 60 ]    |
| 9. března 1999    | IBM               | Red Hat           | Otevřený software | USA               | —            | [ 61 ]    |
| 9. března 1999    | Novell            | Red Hat           | Otevřený software | USA               | —            | [ 62 ]    |